# Kurepa
Kurepa [kurépa] (srbsko Курепа) je srbski priimek več osebnosti. Priimek izvira iz ene najstarejših rodovskih bratovščin Drobnjak. V Koncentracijskem taborišču Jasenovac je bilo ubitih najmanj 5 ljudi s tem priimkom.

## Znane nosilke in nosilci priimka
- Đuro Kurepa (1907–1993), srbski matematik
- Milan Kurepa (1933–2000), srbski fizik
- Svetozar Kurepa (1929–2010), srbski matematik